# Polesskij rajon
Il Polesskij rajon (in russo Полесский район?) è un rajon dell'Oblast' di Kaliningrad, nella Russia europea; il capoluogo è Polessk.